# Harpalinae
Harpalinae zijn een onderfamilie van de loopkeverfamilie (Carabidae). De wetenschappelijke naam is voor het eerst geldig gepubliceerd in 1810 door Franco Andrea Bonelli.

## Tribus en subtribus
- Tribus Abacetini Chaudoir, 1873
- Tribus Amorphomerini Sloane, 1923
- Tribus Anthiini Bonelli, 1813
- Tribus Atranini Horn, 1881
- Tribus Bascanini Basilewsky, 1953
- Tribus Calophaenini Jeannel, 1948
- Tribus Catapieseini Bates, 1882
- Tribus Chaetodactylini Tschitschérine, 1903
- Tribus Chaetogenyini Emden, 1958
- Tribus Chlaeniini Brullé, 1834
  - Subtribus Callistina Laporte, 1834
  - Subtribus Chlaeniina Brullé, 1834
- Tribus Cnemalobini Germain, 1911
- Tribus Cratocerini Lacordaire, 1854
- Tribus Ctenodactylini Laporte, 1834
- Tribus Cuneipectini Sloane, 1907
- Tribus Cyclosomini Laporte, 1834
  - Subtribus Cyclosomina Laporte, 1834
  - Subtribus Masoreina Chaudoir, 1871
- Tribus Dercylini Sloane, 1923
- Tribus Drimostomatini Chaudoir, 1872
- Tribus Dryptini Bonelli, 1810
- Tribus Enoicini Basilewsky, 1985
- Tribus Galeritini Kirby, 1825
  - Subtribus Galeritina Kirby, 1825
  - Subtribus Planetina Jedlička, 1941
- Tribus Geobaenini Péringuey, 1896
- Tribus Ginemini Ball & Shpeley, 2002
- Tribus Glyptini Horn, 1881
- Tribus Graphipterini Latreille, 1802
- Tribus Harpalini Bonelli, 1810
  - Subtribus Anisodactylina Lacordaire, 1854
  - Subtribus Harpalina Bonelli, 1810
  - Subtribus Pelmatellina Bates, 1882
  - Subtribus Stenolophina Kirby, 1837
- Tribus Helluonini Hope, 1838
  - Subtribus Helluonina Hope, 1838
  - Subtribus Omphrina Jedlička, 1941
- Tribus Hexagoniini Horn, 1881 (1834)
- Tribus Idiomorphini Bates, 1891
- Tribus Lachnophorini LeConte, 1853
  - Subtribus Lachnophorina LeConte, 1853
  - Subtribus Selinina Jeannel, 1948
- Tribus Lebiini Bonelli, 1810
  - Subtribus Actenonycina Bates, 1871
  - Subtribus Agrina Kirby, 1837
  - Subtribus Apenina Ball, 1983
  - Subtribus Calleidina Chaudoir, 1873
  - Subtribus Celaenephina Habu, 1982
  - Subtribus Cymindidina Laporte, 1834
  - Subtribus Demetriadina Bates, 1886
  - Subtribus Dromiusina Bonelli, 1810
  - Subtribus Gallerucidiina Chaudoir, 1872
  - Subtribus Lebiina Bonelli, 1810
  - Subtribus Metallicina Basilewsky, 1984
  - Subtribus Nemotarsina Bates, 1883
  - Subtribus Pericalina Hope, 1838
  - Subtribus Pseudotrechina Basilewsky, 1984
  - Subtribus Sugimotoina Habu, 1975
  - Subtribus Trichina Basilewsky, 1984
- Tribus Licinini Bonelli, 1810
  - Subtribus Dicaelina Laporte, 1834
  - Subtribus Dicrochilina Ball, 1992
  - Subtribus Lestignathina Ball, 1992
  - Subtribus Licinina Bonelli, 1810
- Tribus Melanchitonini Jeannel, 1948
- Tribus Microcheilini Jeannel, 1948
- Tribus Morionini Brullé, 1835
- Tribus Odacanthini Laporte, 1834
- Tribus Omphreini Ganglbauer, 1891
- Tribus Oodini LaFerté-Sénectère, 1851
- Tribus Orthogoniini Schaum, 1857
- Tribus Panagaeini Bonelli, 1810
  - Subtribus Brachygnathina Basilewsky, 1946
  - Subtribus Panagaeina Bonelli, 1810
  - Subtribus Tefflina Basilewsky, 1946
- Tribus Peleciini Chaudoir, 1880
  - Subtribus Agonicina Sloane, 1920
  - Subtribus Peleciina Chaudoir, 1880
- Tribus Pentagonicini Bates, 1873
- Tribus Perigonini Horn, 1881
- Tribus Physocrotaphini Chaudoir, 1863
- Tribus Platynini Bonelli, 1810
- Tribus Pseudomorphini Hope, 1838
- Tribus Pterostichini Bonelli, 1810
  - Subtribus Abacomorphina Tschitschérine, 1902
  - Subtribus Euchroina Chaudoir, 1874
  - Subtribus Metiina Straneo, 1951
  - Subtribus Microcephalina Tschitschérine, 1898
  - Subtribus Pterostichina Bonelli, 1810
- Tribus Sphodrini Laporte, 1834
  - Subtribus Atranopsina Baehr, 1982
  - Subtribus Calathina Laporte, 1834
  - Subtribus Dolichina Brullé, 1834
  - Subtribus Pristosiina Lindroth, 1956
  - Subtribus Sphodrina Laporte, 1834
  - Subtribus Synuchina Lindroth, 1956
- Tribus Xenaroswellianini Erwin, 2007
- Tribus Zabrini Bonelli, 1810
  - Subtribus Amarina Zimmermann, 1832
  - Subtribus Zabrina Bonelli, 1810
- Tribus Zuphiini Bonelli, 1810
  - Subtribus Dicrodontina Machado, 1992
  - Subtribus Leleupidiina Basilewsky, 1951
  - Subtribus Metazuphiina Mateu, 1992
  - Subtribus Mischocephalina Mateu, 1992
  - Subtribus Patriziina Basilewsky, 1953
  - Subtribus Zuphiina Bonelli, 1810